# Réseau hydrographique du Dropt
Réseau hydrographique du Dropt este o arie protejată (sit de importanță comunitară — SCI) din Franța întinsă pe o suprafață de 2.450 ha, integral pe uscat.

## Localizare
Centrul sitului Réseau hydrographique du Dropt este situat la coordonatele 44°39′10″N 0°05′13″E / 44.65278°N 0.08694°E.

## Înființare
Situl Réseau hydrographique du Dropt a fost declarat arie specială de conservare în baza directivei 92/43 din 1992 referitoare la conservarea habitatelor naturale și a faunei și florei sălbatice pentru a proteja 2 specii de animale.

## Biodiversitate
Situată în ecoregiunea atlantică, aria protejată nu include niciun habitat protejat.
La baza desemnării sitului se află mai multe specii protejate:
- mamifere (1): nurcă (Mustela lutreola)
- pești (1): Parachondrostoma toxostoma